# Kazuo Watanabe
É professor e pesquisador na área de biologia e genética da universidade de Tsukuba, no Japão.
Focando seu trabalho principalmente na área agrícola, participou da Convenção sobre Diversidade Biológica (CDB) e é pesquisador honorário no Instituto Internacional de Recursos Genéticos Vegetais.
Suas publicações na área incluem Desafios na Biotecnologia para Tolerância de Estresse Abiótico em Raízes e Tubérculos,  Os Procedimentos da Décima Segunda Conferência de Toyota: O Desafio das Ciências Vegetal e Agrícola para a Crise da Biosfera na Terra do Século XXI e Recursos para a Sustentabilidade e Produtividade da Biotecnologia Vegetal e Genética Vegetal. 